# Лабастид
Лабасти́д (фр. Labastide, окс. Era Bastida) — коммуна во Франции, находится в регионе Юг — Пиренеи. Департамент — Верхние Пиренеи. Входит в состав кантона Барт-де-Нест. Округ коммуны — Баньер-де-Бигор.
Код INSEE коммуны — 65239.

## География

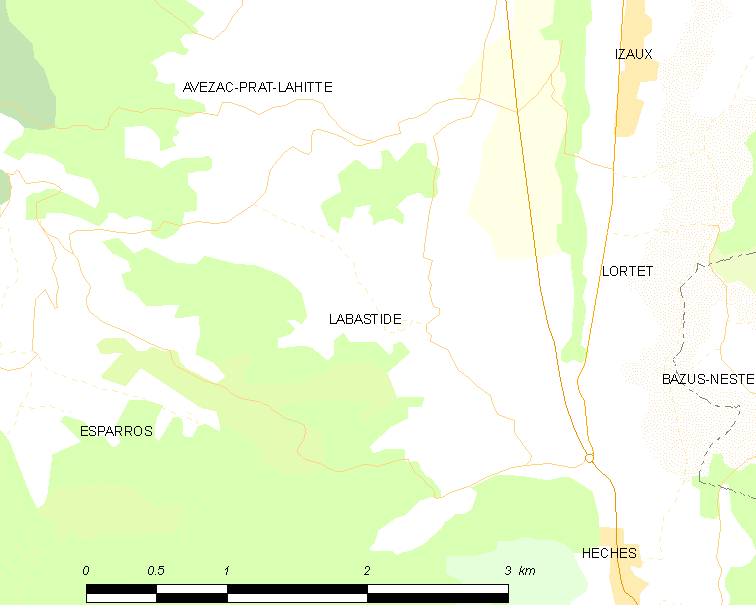
Карта коммуны

Коммуна расположена приблизительно в 670 км к югу от Парижа, в 110 км юго-западнее Тулузы, в 32 км к юго-востоку от Тарба.
На востоке коммуны протекает река Нест, а также проходит канал Нест.

## Климат
Климат умеренно-океанический с солнечной тёплой погодой и обильными осадками на протяжении практически всего года.

## Население
Население коммуны на 2010 год составляло 163 человека.
| 1962 | 1968 | 1975 | 1982 | 1990 | 1999 | 2010 |
| ---- | ---- | ---- | ---- | ---- | ---- | ---- |
| 201  | 192  | 174  | 167  | 169  | 161  | 163  |

## Администрация
| Период | Период | Фамилия       | Партия | Примечания |
| ------ | ------ | ------------- | ------ | ---------- |
| 2001   | 2020   | Жан-Пьер Дютю |        |            |

## Экономика
В 2010 году среди 99 человек трудоспособного возраста (15-64 лет) 87 были экономически активными, 12 — неактивными (показатель активности — 87,9 %, в 1999 году было 74,2 %). Из 87 активных жителей работали 86 человек (45 мужчин и 41 женщина), безработным был 1 мужчина. Среди 12 неактивных 6 человек были учениками или студентами, 2 — пенсионерами, 4 были неактивными по другим причинам.

## Достопримечательности
- Пещера Лабастид, или Шево, с доисторическими изображениями. Исторический памятник с 1983 года[4]